# Leisure 27
| Technische Daten (Überblick) | Technische Daten (Überblick)       |
| ---------------------------- | ---------------------------------- |
| Schiffstyp:                  | Segelyacht                         |
| Länge (ü.a.):                | 8,23 m                             |
| Breite (ü.a.):               | 2,81 m                             |
| Tiefgang:                    | 0,81/1,49 m (Twin-Kiel 1,19 m)     |
| Leergewicht:                 | 3068 kg                            |
| Ballastanteil:               | 1527 kg                            |
| Masthöhe:                    | 9,90 m                             |
| Antriebsart:                 | Segel / Außenborder / Einbaudiesel |
| Passagierkapazität:          | 5                                  |
| Baujahre:                    |                                    |
| Bauwerft:                    | Cobramold Ltd, Großbritannien      |

Leisure 27 ist eine Serie von Sportbooten der britischen Firma Cobramold Ltd (die später in Brinecraft Ltd umbenannt wurde). Die Yacht ist als seegehendes Schiff gebaut. Die Kimmkielversion (KK) ist aufgrund ihres geringen Tiefgangs und der Fähigkeit zum Trockenfallen für Fahrten in Tidengewässern geeignet.

## Geschichte
Die Serie wurde von Frank Pryor geplant und 1977 erstmals fertiggestellt. Sie ist 27 Fuß lang, seegehend und hat viel Platz unter Deck. Die Leisure 27 hat zwar ein kleines, dafür aber tiefes und damit sicheres Cockpit.

## Kielversionen
Es gibt eine Kimmkielversion (KK) mit 1,19 m Tiefgang, die Mittelkielversion besitzt 1,49 m Tiefgang.

## Besegelung
| Großsegel: | 11,91 m² |
| Genua 1:   | 25,1 m²  |
| Genua 2:   | 20,8 m²  |
| Fock:      | 12,73 m² |
| Sturmfock: | 5,39 m²  |
| Spinnaker: | 57,0 m²  |

## Motorisierung
Die Yachten haben einen Einbaudiesel, der eine Leistung von 7,5 PS über einen Saildrive an den Propeller weitergibt.

## Kajüte
Unter Deck gibt es am Steuerbord die Pantry und an Backbord eine kleine Hundekoje. An die Pantry schließt sich eine Bank an, die auch als Schlafplatz genutzt werden kann. Die Rückenlehne ist gleichzeitig ein Leesegel, um während der Fahrt einen Absturz von der Bank zu vermeiden. Der Salontisch ist absenkbar, sodass im Salon ein großes Doppelbett aufgebaut werden kann. Im Vorschiff ist eine Doppelkoje untergebracht. Die Toilette an Backbord ist normalerweise durch eine Tür umschlossen, bei Benutzung wird diese Tür als Trennwand zur Vorschiffskoje benutzt. Die gegenüberliegende Schranktür trennt die Toilette vom restlichen Innenschiff ab.